# Villard-Reculas
Villard-Reculas is een dorp en gemeente in het Franse departement Isère in de regio Auvergne-Rhône-Alpes. Villard-Reculas telt 70 inwoners (2022), waarmee het een van de dunstbevolkte gemeenten van de Isère is. 
De gemeente beslaat de westflank van de Grande Sure, ten zuidwesten van de Grandes Rousses. Het dorp ligt op zo'n 1500 meter boven het diepe dal van de Romanche. Een departementsweg verbindt Villard-Reculas enerzijds met Allemond en Oz in het noorden en anderzijds met Huez in het zuidoosten. Zo'n 2 kilometer ten oosten van Villard-Reculas ligt het grote skidorp Alpe d'Huez.
Villard-Reculas gaat terug op een parochie gesticht in 1172. Rond 1360 kreeg het dorp een kapel. De huidige Johannes de Doper-kerk werd in 1757 gebouwd. Het dorpje bleef zeer klein tot in de 20e eeuw. In de winter van 1946-1947 werd een sleeplift gebouwd die Villard-Reculas verbond met het naburige skigebied van Alpe d'Huez, dat in het interbellum tot stand was gekomen. Het dorpje werd sindsdien uitgebreid met een heel aantal chalets en vakantiewoningen ten noorden en noordoosten van de historische kern. De sector Villard-Reculas van Alpe d'Huez telt 8 skiliften.

## Geografie
De oppervlakte van Villard-Reculas bedraagt 5,2 km², de bevolkingsdichtheid is dus 11,7 inwoners per km².
De onderstaande kaart toont de ligging van Villard-Reculas met de belangrijkste infrastructuur en aangrenzende gemeenten.

## Demografie
Onderstaande figuur toont het verloop van het inwonertal (bron: INSEE-tellingen).